# Wachssäuren
Die Wachssäuren sind meistens langkettige, gesättigte Fettsäuren mit ≥ 22 C-Atomen, welche die typischen Bestandteile von Wachsen sind. Sie bilden eine Untergruppe der unverzweigten Alkansäuren. Die Grenze zwischen den Fettsäuren und den Wachssäuren ist willkürlich und wird bei 22 Kohlenstoffatomen angesetzt, die kürzeste Wachssäure ist also die Behensäure (C22H44O2 / C21H43COOH). Es sind sowohl gerade wie ungerade Anzahlen Kohlenstoffatome möglich. Die analogen Alkohole werden Wachsalkohole genannt.
Zu den Wachssäuren zählen eigentlich auch kürzerkettige Fettsäuren z. B. die gesättigten Hydroxysäuren Sabininsäure sowie die Junipersäure, welche in den Blattwachsen von Nadelhölzern vorkommen, und die Thapsiasäure, eine Dicarbonsäure die im Thapsiaharz (Thapsia garganica) vorkommt.
| Wachssäuren ab C22                 | Wachssäuren ab C22 | Wachssäuren ab C22    | Wachssäuren ab C22 | Wachssäuren ab C22                                                                              | Wachssäuren ab C22 | Wachssäuren ab C22 |
| Zahl der C-Atome : Doppelbindungen | Trivialname        | Chemische Bezeichnung | Bruttoformel       | Vorkommen                                                                                       | Schmelzpunkt       | Siedepunkt         |
| ---------------------------------- | ------------------ | --------------------- | ------------------ | ----------------------------------------------------------------------------------------------- | ------------------ | ------------------ |
| 22:0                               | Behensäure         | Docosansäure          | C21H43COOH         | in geringen Mengen in Pflanzensamen und Tierfetten, Wollfett, Carnaubawachs und Montanwachs     | 79,5–80,5 °C       | 306 °C (50 Torr)   |
| 23:0                               |                    | Tricosansäure         | C22H45COOH         | Pflanzenlipide                                                                                  | 77–79 °C           |                    |
| 24:0                               | Lignocerinsäure    | Tetracosansäure       | C23H47COOH         | einige Rindenwachse, Tallöl, Carnaubawachs, versch. Pflanzenöle, Bestandteil der Sphingomyeline | 81,5–84,5 °C       |                    |
| 25:0                               |                    | Pentacosansäure       | C24H49COOH         | Montanwachs, Bienenwachs                                                                        | 82,5–84,5 °C       |                    |
| 26:0                               | Cerotinsäure       | Hexacosansäure        | C25H51COOH         | Bienenwachs, Carnaubawachs, Montanwachs, Wollschweiß                                            | 88,5 °C            | –                  |
| 27:0                               | Carbocerinsäure    | Heptacosansäure       | C26H53COOH         | Montanwachs, Torfwachs, Chinawachs                                                              | 82 °C; 87,6 °C     |                    |
| 28:0                               | Montansäure        | Octacosansäure        | C27H55COOH         | Montanwachs, Bienen- und Chinawachs                                                             | 90,9 °C            | –                  |
| 29:0                               |                    | Nonacosansäure        | C28H57COOH         | Montanwachs, Torfwachs                                                                          | 90,3 °C            |                    |
| 30:0                               | Melissinsäure      | Triacontansäure       | C29H59COOH         | Selinum-, Trichosanthes- und Pericampylus-Arten, Bienen- und Montanwachs                        | 93,6 °C            | –                  |
| 31:0                               |                    | Hentriacontansäure    | C30H61COOH         | Blattwachse                                                                                     | 93,1 °C            |                    |
| 32:0                               | Laccersäure        | Dotriacontansäure     | C31H63COOH         | Stocklack, Wollfett, Montanwachs, Blattwachse                                                   | 96 °C              |                    |
| 33:0                               | Psyllinsäure       | Tritriacontansäure    | C32H65COOH         | Psyllawachs (Erlenblattfloh Psylla alni), Propolis von Bienen und Hummeln                       | 96,5 °C            |                    |
| 34:0                               | Geddinsäure        | Tetratriacontansäure  | C33H67COOH         | Baumwoll-, Carnauba-, Candelillawachs, Gheddawachs (Wildbienenwachs)                            | 98,4 °C            |                    |

In der Literatur findet sich auch die Carnaubasäure (24:0), die Konstitution ist aber unbestimmt, hingegen der Schmelzpunkt von 72,5 °C scheint ungefähr klar zu sein. Sie wird auch manchmal mit dem Isomer, der Lignocerinsäure (24:0) gleichgesetzt, dies ist aber aufgrund des stark unterschiedlichen Schmelzpunktes unwahrscheinlich. Es scheint sehr wahrscheinlich, dass es sich bei der Carnaubasäure nicht um eine eigene Fettsäure handelt, sondern um Proben von Lignocerinsäure, welche mit anderen Säuren verunreinigt sind.